# بوشنوية جميلة
بوشنوية جميلة (الاسم العلمي:Buchenavia pulcherrima) هي نوع من النباتات يتبع جنس البوشنوية من الفصيلة القمبريطية.